# Kaliforniai gezerigó
A kaliforniai gezerigó (Toxostoma redivivum) a madarak osztályának a verébalakúak (Passeriformes) rendjéhez és a gezerigófélék (Mimidae) családjához tartozó faj.

## Rendszerezése
A fajt William Gambel amerikai ornitológus írta le 1845-ben, a Harpes nembe Harpes rediviva néven.

## Alfajai
- Toxostoma redivivum redivivum (Gambel, 1845)
- Toxostoma redivivum sonomae Grinnell, 1915[2]

## Előfordulása
Az Amerikai Egyesült Államok délnyugati részén, Kaliforniában és a Kaliforniai-félszigeten honos. Természetes élőhelyei a szubtrópusi vagy trópusi cserjések. Állandó, nem vonuló faj.

## Megjelenése
Testhossza 32 centiméter, testtömege 78–93 gramm.
|  |

## Életmódja
Ízeltlábúakkal és gyümölcsökkel táplálkozik.

## Természetvédelmi helyzete
Az elterjedési területe nagyon nagy, egyedszáma ugyan csökken, de még nem éri el a kritikus szintet. A Természetvédelmi Világszövetség Vörös listáján nem fenyegetett fajként szerepel.